# Thelotrema thesaurum
Thelotrema thesaurum är en lavart som beskrevs av Mangold. Thelotrema thesaurum ingår i släktet Thelotrema och familjen Graphidaceae.   Inga underarter finns listade i Catalogue of Life.